# Araukaria chilijska
Araukaria chilijska, igława chilijska (Araucaria araucana) – gatunek drzewa nagonasiennego z rodziny araukariowatych. Pochodzi z Ameryki Południowej z andyjskich terenów Chile, Argentyny, gdzie rośnie w lasach mieszanych na wysokości 800–1600 m n.p.m. Do Europy zostało sprowadzone w XVIII wieku ze względu na swoje właściwości. Dostarcza dość twardego drewna do budownictwa okrętowego, na narzędzia gospodarskie itp. 

## Morfologia
Liście araukarii koloru ciemnozielonego są zimozielone. Drzewo dorasta do wysokości 10–12 m (w naturze niekiedy do 40–50 m). Średnica korony drzewa sięga 6–7 metrów. Gatunek ten jest dwupienny.

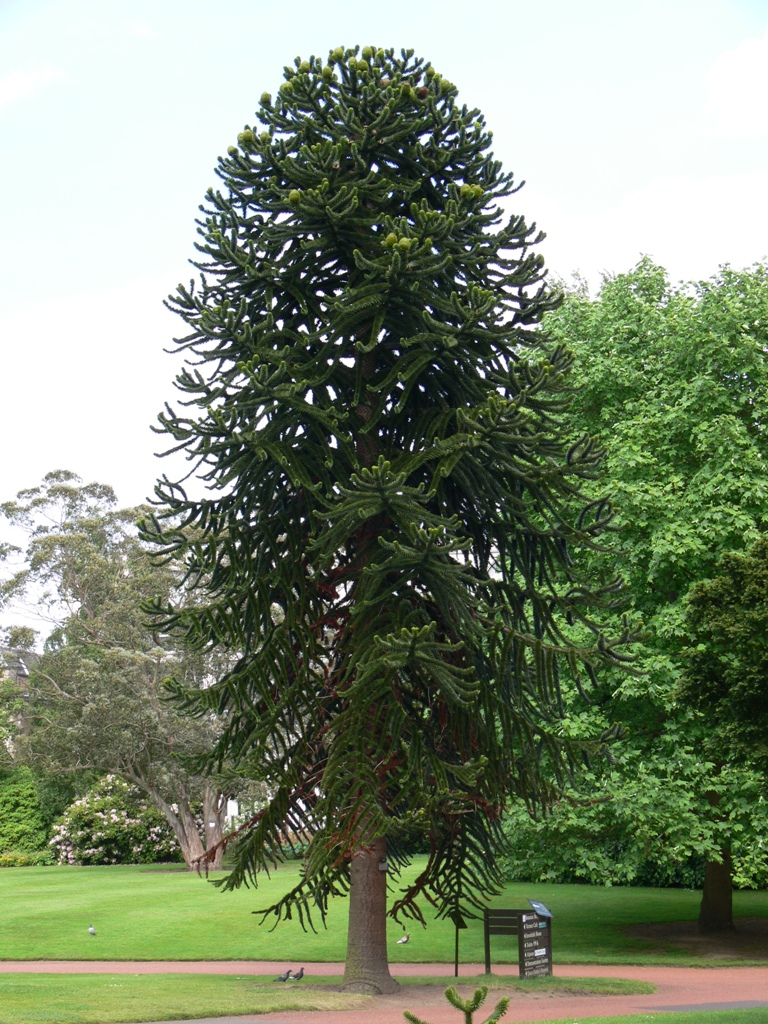
Pokrój
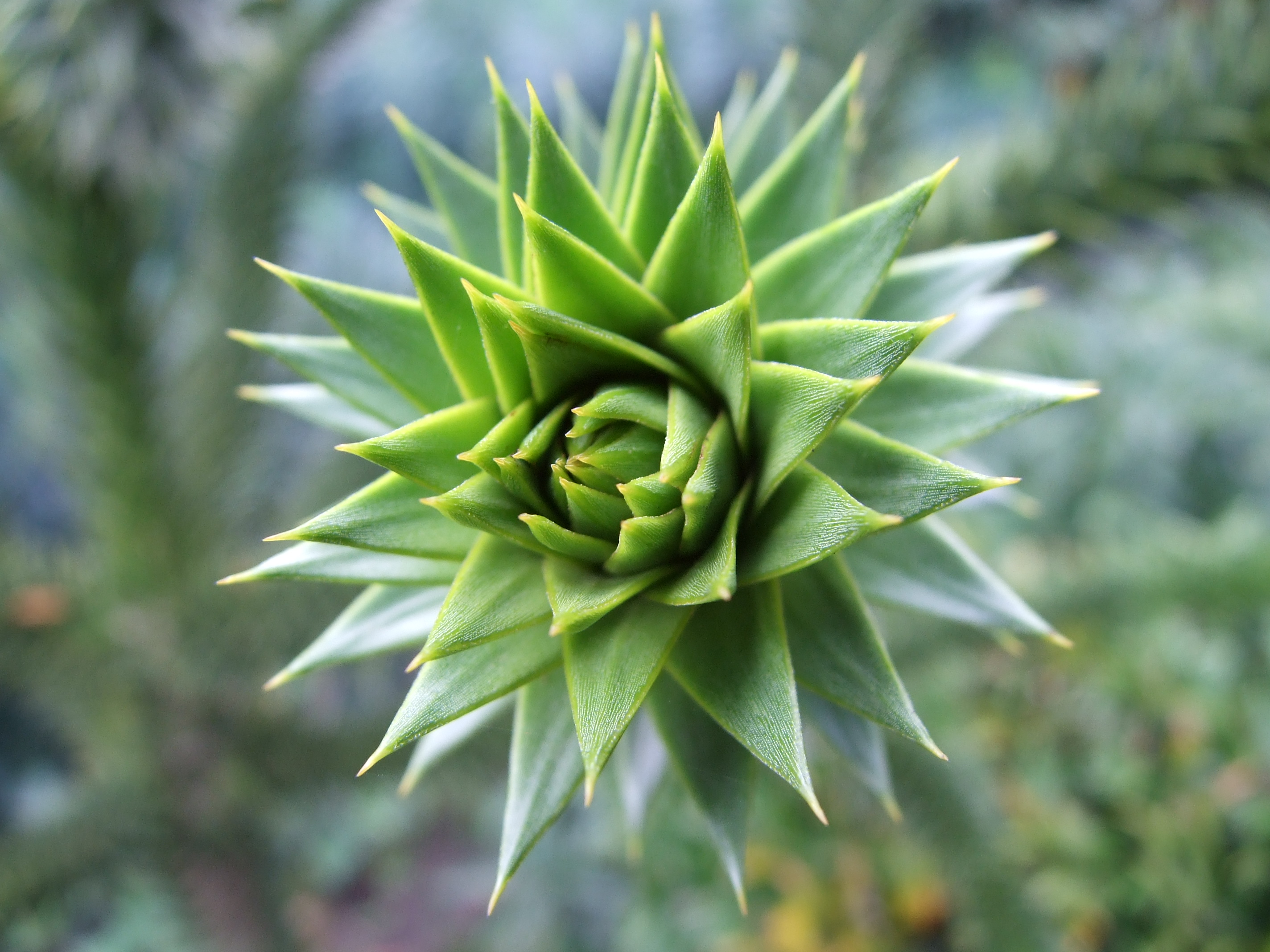
Wierzchołek pędu
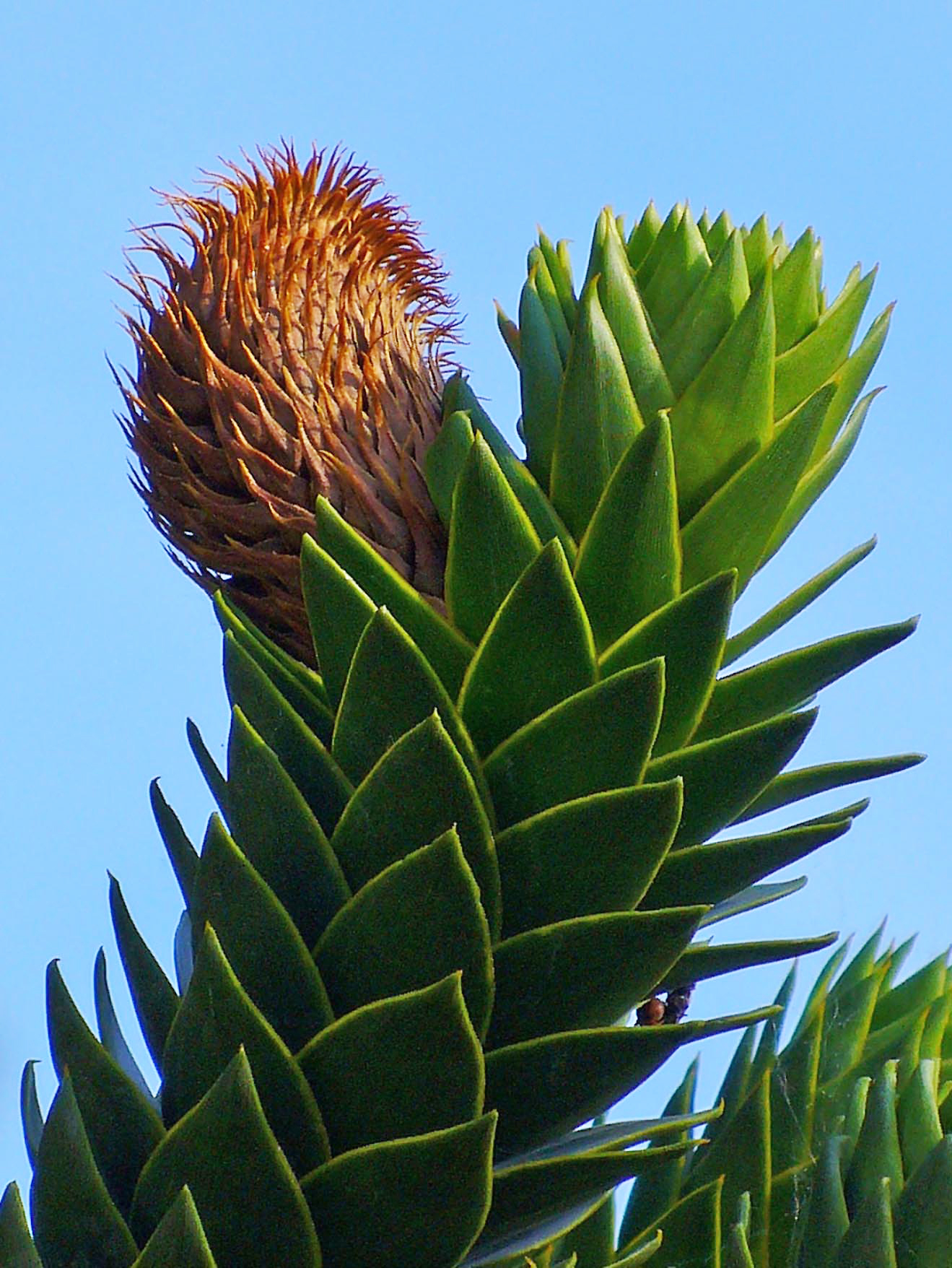
Pęd z szyszką